# 松下容子
松下 容子（まつした ようこ、1974年6月23日 - ）は、日本の漫画家。女性。熊本県出身。血液型はAB型。代表作はアニメ化もされた『闇の末裔』。

## 略歴
小学校5〜6年生頃より漫画を描き始め、大学在学中にネームを描いて送るなどしている内、1994年に『フェアリー・テイル』（「闇の末裔」単行本1巻収録）がHMCトップ賞に入選し、翌1995年に『悪魔の学校』が『花とゆめ』4号（白泉社）に掲載されデビューとなったと、1997年のインタビューにて語っている。
以後、『花とゆめ』にて作品を執筆。「闇の末裔」はヒットし、アニメ化やドラマCD化もされた。
- 2006年、「闇の末裔」は、『花とゆめ』2006年6号に別冊付録として描かれたのを最後に長期休載。
- 2010年1月19日、「闇の末裔」のおよそ8年ぶりとなる最新刊である12巻が発売された。
- 2011年、「闇の末裔」は『ザ花とゆめ』2011年8月1日号に特別編が掲載、2011年10月1日号より連載を再開する。しかし、その後は動きがなくコミックスの刊行も止まっている。
- 2017年7月20日、「闇の末裔」のおよそ7年ぶりとなる最新刊である13巻が発売された[4]。

## 作品リスト

### コミックス
- 闇の末裔[5]（白泉社、『花とゆめ』1996年14号 - 継続中）

### 画集
- 松下容子・闇の末裔 キャラクターブック（白泉社、1999年8月） ISBN 978-4592731665
- 松下容子・闇の末裔 スケッチブック（白泉社、2000年10月） ISBN 978-4592731757